# Mario Siletti (acteur, 1903-1964)
Pour les articles homonymes, voir Mario Siletti.
Mario (Giovanni) Siletti — né le 22 juillet 1903 à Turin (Piémont), mort le 19 avril 1964 à Los Angeles (Californie) — est un acteur américain d'origine italienne.

## Biographie
Émigré aux États-Unis, Mario Siletti y contribue au cinéma à cinquante-quatre films américains, depuis Le Fil du rasoir d'Edmund Goulding (1946, avec Tyrone Power et Gene Tierney) jusqu'à Quatre du Texas de Robert Aldrich (1963, avec Frank Sinatra et Dean Martin).
Dans l'intervalle, mentionnons La Main noire de Richard Thorpe (1950, avec Gene Kelly et J. Carrol Naish), Le Port des passions d'Anthony Mann (1953, avec James Stewart et Joanne Dru) et Le Salaire du diable de Jack Arnold (1957, avec Jeff Chandler et Orson Welles).
À la télévision américaine, Mario Siletti apparaît dans quarante-trois séries dès 1952, dont Richard Diamond (deux épisodes, 1958-1959) et Les Incorruptibles (un épisode, 1961).
Sa dernière série est Adèle, avec six épisodes de 1962 à 1964 (le dernier diffusé trois semaines avant sa mort, à 60 ans).

## Filmographie partielle

### Cinéma
- 1939 : Eravamo sette vedove de Mario Mattoli
- 1946 : Le Fil du rasoir (The Razor's Edge) d'Edmund Goulding : un mineur
- 1947 : Tu ne m'échapperas pas (Escape Me Never) de Peter Godfrey et LeRoy Prinz : un gondolier
- 1949 : Les Bas-fonds de Frisco (Thieve's Highway) de Jules Dassin : Pietro
- 1949 : Corps et Âme (The Doctor and the Girl) de Curtis Bernhardt : M. Crisani
- 1949 : Si ma moitié savait ça (Everybody Does It) d'Edmund Goulding : un chanteur d'opéra italien
- 1949 : Ville haute, ville basse (East Side, West Side) de Mervyn LeRoy : M. Sistina
- 1950 : La Belle de Paris (Under My Skin) de Jean Negulesco : un officier italien
- 1950 : La Main noire (Black Hand) de Richard Thorpe : Benny Danetta / Nino
- 1950 : Cas de conscience (Crisis) de Richard Brooks : le général Valdini
- 1950 : Captif de l'amour (The Man Who Cheated Himself) de Felix E. Feist : Machetti
- 1951 : La Femme à abattre (The Enforcer) de Bretaigne Windust et Raoul Walsh : Louis, le barbier de Vetto
- 1951 : La Maison sur la colline (The House on Telegraph Hill) de Robert Wise : Tony, l'épicier
- 1951 : Tout ou rien (Go for Broke!) de Robert Pirosh : un fermier italien
- 1951 : Le Grand Caruso (The Great Caruso) de Richard Thorpe : Papa Caruso
- 1951 : Proprement scandaleux (Strictly Dishonorable) de Melvin Frank et Norman Panama : Luigi
- 1951 : La Flibustière des Antilles (Anne of the Indies) de Jacques Tourneur : le commissaire du marché aux esclaves
- 1951 : Les Amants de l'enfer (Force of Arms) de Michael Curtiz : Signor Maduvalli
- 1952 : Miracle à Tunis (The Light Touch) de Richard Brooks : le directeur de l'hôtel
- 1952 : Le Quatrième Homme (Kansas City Confidential) de Phil Karlson : Tomaso
- 1952 : Le démon s'éveille la nuit (Clash by Night) de Fritz Lang : un barman
- 1952 : Six filles cherchent un mari (Belles on Thier Toes) d'Henry Levin : Albert, le barbier
- 1952 : Aventure à Rome (When in Rome) de Clarence Brown : Luigi Lugacetti

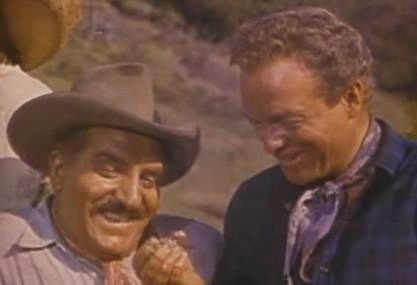
Avec Van Heflin (à d.), dans Révolte au Mexique (1953)

- 1953 : Filles dans la nuit (Girls in the Night) de Jack Arnold : Bruno, un ami de Charlie
- 1953 : Taxi de Gregory Ratoff : Amato
- 1953 : So This Is Love de Gordon Douglas : Giulio Gatti-Casazza
- 1953 : Révolte au Mexique (Wings of the Hawk) de Budd Boetticher : Marco
- 1953 : Le Port des passions (Thunder Bay) d'Anthony Mann : Louis Chighizola
- 1953 : Amour, Délices et Golf (The Caddy) de Norman Taurog : M. Poletti
- 1954 : La Fontaine des amours (Three Coins in the Corner) de Jean Negulesco : un barman
- 1955 : À l'est d'Éden (East of Eden) d'Elia Kazan : M. Piscora
- 1955 : Colère noire (Hell on Frisco Bay) de Frank Tuttle : un pêcheur
- 1955 : Les Îles de l'enfer (Hell's Island) de Phil Karlson : Surgeon
- 1955 : Bring Your Smile Along de Blake Edwards
- 1956 : L'Homme au complet gris (The Man in the Gray Flannel Suit) de Nunnally Johnson : un conducteur de charrette
- 1957 : Le Salaire du diable (Man in the Shadow) de Jack Arnold : Tony Santoro, le barbier
- 1957 : La Femme modèle (Designing Woman) de Vincente Minnelli : Andrucci
- 1960 : La Mafia (Pay or Die) de Richard Wilson
- 1961 : Branle-bas au casino (The Honeymoon Machine) de Richard Thorpe : le chef de police italien
- 1963 : Quatre du Texas (Four for Texas) de Robert Aldrich : Bedoni

### Télévision
(séries)
- 1953-1956 : I Love Lucy

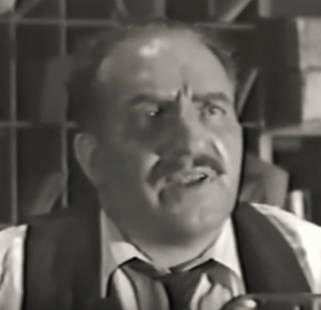
Dans la série Richard Diamond, épisode Act of Grace (1959)

  - Saison 3, épisode 6 Lucy Tells the Truth (1953) de William Asher : le professeur
  - Saison 5, épisode 24 Lucy's Bicycle Trip (1956) de James V. Kern : le fermier
- 1958 : Peter Gunn
  - Saison 1, épisode 14 Sisters of the Friendless : Luigi Terelli
- 1958-1959 : Richard Diamond (Richard Diamond, Private Detective)
  - Saison 2, épisode 10 The George Dale Case (1958) de Richard Whorf : Tony
  - Saison 3, épisode 20 Act of Grace (1959) de Don McDougall : Waldo
- 1961 : Les Incorruptibles (The Untouchables)
  - Saison 2, épisode 17 Un honnête homme (Augie « The Banker » Ciamino) de Stuart Rosenberg : le propriétaire du restaurant
- 1961 : Cheyenne
  - Saison 6, épisode 7 Storm Center de Robert Sparr : Pepe
- 1963 : 77 Sunset Strip
  - Saison 6, épisode 4 Five (Part IV) de William Conrad : l'agent italien
- 1962-1964 : Adèle (Hazel)
  - Saison 1, épisode 21 Hazel's Mona Lisa Grin (1962 - un camelot) de William D. Russell et épisode 33 Heat Wave (1962  - Charlie Carlotti) de William D. Russell
  - Saison 2, épisode 10 Genie with the Light Brown Lamp (1962) de William D. Russell : Charlie Carlotti
  - Saison 3, épisode 4 You Ain't Fully Dressed Without a Smile (1963) de William D. Russell, épisode 17 Hot Potato a la Hazel (1964) de William D. Russell et épisode 28 Arrivederci, Mr. B (1964) de William D. Russell : Charlie Carlotti

## Note et référence
1. ↑  L'article de Wikipedia en anglais titré Mario Siletti confond l'acteur objet du présent article avec son homonyme également acteur Mario Siletti (1897-1977).